# Henry Mancini: Moon River and Me
Henry Mancini: Moon River and Me est une compilation de chansons et musiques extraites de la BO du film Diamants sur canapé de Blake Edwards (1961), mais également de reprises effectuées par différents musiciens et chanteurs. Disque sorti en 2012. 

« Henry Mancini a laissé en héritage sa musique de film rompant avec la traditionnelle symphonie pour y introduire jazz et musique populaire. L'envoûtante beauté de sa chanson-thème Moon River pour Diamants sur canapé de Blake Edwards fait que celle-ci reste l'une des plus célèbres compositions populaires de notre époque. Cette édition comprend la version de Danny Williams (en) dont l'interprétation fut numéro un au Royaume-Uni et celle de Jerry Butler qui a été un succès aux États-Unis, ainsi que dix-sept extraits de la BO du film (dont l'interprétation magique de Moon River par Audrey Hepburn que « Hank »  considère comme définitive) et plusieurs variations jazz par Barney Kessel, Eddie Harris et Art Blakey. »

— Présentation des productions él (en) et Cherry Red Records.

## Titres
Toutes les paroles sont écrites par Johnny Mercer, toute la musique est composée par Henry Mancini.
| 1.    | Moon River (BO générique : orchestre et chœurs)                                             | Henry Mancini avec son orchestre et chœurs         | 2:47 |
| 2.    | Sally's Tomato (BO : Paul fait la connaissance d'Holly qui va rendre visite à Sally Tomato) | Henry Mancini et son orchestre                     | 4:53 |
| 3.    | Holly's Phonograph (BO : Holly et son électrophone)                                         | Henry Mancini et son orchestre                     | 1:03 |
| 4.    | Paul's Apartment & Holly's Dream - Moon River (BO : Holly chez Paul et rêve d'Holly)        | Henry Mancini et son orchestre                     | 3:21 |
| 5.    | Party One - Moon River Cha Cha (BO : fête chez Holly)                                       | Henry Mancini et son orchestre                     | 5:01 |
| 6.    | Party Two - Latin Golightly (BO : fête chez Holly)                                          | Henry Mancini et son orchestre                     | 3:03 |
| 7.    | Party Three - Something for Cat (BO : fête chez Holly)                                      | Henry Mancini et son orchestre                     | 4:44 |
| 8.    | Party Four - Loose Caboose – Part 1 (BO : fête chez Holly)                                  | Henry Mancini et son orchestre                     | 3:21 |
| 9.    | Party Five - Loose Caboose 2 – Part 2 (BO : fin de la fête avec irruption de la police)     | Henry Mancini et son orchestre                     | 2:11 |
| 10.   | Moon River (BO : Holly chante dans l'escalier de secours)                                   | Audrey Hepburn avec Henry Mancini et son orchestre | 2:04 |
| 11.   | Paul, The Spy (BO : Paul et « Doc », le mari d'Holly)                                       | Henry Mancini et son orchestre                     | 1:34 |
| 12.   | Tiffany's (BO : Holly et Paul chez Tiffany)                                                 | Henry Mancini et son orchestre                     | 1:54 |
| 13.   | Shoplifting (BO : Holly et Paul volent à l'étalage)                                         | Henry Mancini et son orchestre                     | 3:03 |
| 14.   | Running Home (BO : Holly et Paul courent vers leur domicile)                                | Henry Mancini et son orchestre                     | 0:58 |
| 15.   | Next Morning (BO : Paul court pour accueillir « 2E » juste avant leur rupture)              | Henry Mancini et son orchestre                     | 1:11 |
| 16.   | Fifty Dollars from Paul (BO : 50 dollars à Holly de la part de Paul)                        | Henry Mancini et son orchestre                     | 0:45 |
| 17.   | Search for Cat & Finale (BO : à la recherche de « Chat » et final Moon River)               | Henry Mancini avec son orchestre et chœurs         | 3:46 |
| 18.   | Breakfast at Tiffany's (reprise instrumentale : variation jazz quintet)                     | Barney Kessel & His Men                            | 2:41 |
| 19.   | Latin Golightly (reprise instrumentale : variation jazz quintet)                            | Barney Kessel & His Men                            | 2:44 |
| 20.   | Sally's Tomato (reprise instrumentale : variation jazz quintet)                             | Barney Kessel & His Men                            | 2:47 |
| 21.   | Holly (reprise instrumentale : variation jazz quintet)                                      | Barney Kessel & His Men                            | 2:34 |
| 22.   | The Big Blow Out (reprise instrumentale : variation jazz quintet)                           | Barney Kessel & His Men                            | 2:56 |
| 23.   | Something for Cat (reprise instrumentale : variation jazz septet)                           | Eddie Harris et son orchestre                      | 2:18 |
| 24.   | Mr. Yunioshi (reprise instrumentale : variation jazz septet)                                | Eddie Harris et son orchestre                      | 3:22 |
| 25.   | Loose Caboose (reprise instrumentale : variation jazz septet)                               | Eddie Harris et son orchestre                      | 1:39 |
| 26.   | Moon River (reprise chantée)                                                                | Danny Williams (en)                                | 2:37 |
| 27.   | Moon River (reprise instrumentale : variation par jazz sextet)                              | Art Blakey & The Jazz Messengers                   | 5:10 |
| 28.   | Moon River (reprise chantée : version soul)                                                 | Jerry Butler avec Earl Blackus à la guitare        | 2:39 |
| 29.   | Moon river (reprise instrumentale : guitare et orchestre)                                   | Al Caiola (en) à la guitare                        | 2:35 |
| 79:56 |                                                                                             |                                                    |      |

## Crédits
« Chaque fois que j'ai entendu quelque chose d'aussi juste, c'était à vous donner les frissons, et lorsque Johnny Mercer a chanté ces mots « huckleberry friend », je les ai ressentis. J'ignore s'il savait l'effet que ces mots produisaient ou si c'était juste quelque chose qui lui venait comme ça, mais c'était palpitant. »

— Henry Mancini à propos des paroles de Moon River,.

### Musiciens et chanteurs
- Henry Mancini, compositeur de toutes les musiques :
  - Titres extraits de son album 33 tours LP Breakfast at Tiffany's: Music from the Motion Picture (en), RCA Records, 1962 (réédition en CD) : 2, 5, 6, 7, 8, 9, 12, 13.
  - Titres de la BO édités pour la première fois : 1, 3, 4, 11, 14, 15, 16, 17.
  - Titre 10 : réédition de Moon River interprété par Audrey Hepburn, initialement édité sur l'album Music From the Films of Audrey Hepburn, 1 CD Big Screen Records/Giant Records, 1993.
  - Titres inspirés par les personnages de « Holly » et « Mr. Yunioshi »[4], mais absents du film : 21, 24.
- Barney Kessel : titres 18 à 22 extraits de son album 33 tours LP Breakfast at Tiffany's, Barney Kessel and His Men, label Reprise/Vogue, 1961. Réédition en CD Warner Bros. Records, 2005. Jazz quintet composé de : 
  - Barney Kessel : guitare,
  - Victor Feldman : vibraphone,
  - Paul Horn : saxophone, piccolo,
  - Bud Shank : flûte,
  - Earl Palmer : percussions.
- Eddie Harris : titres 23 à 25 extraits de son album 33 tours LP Jazz for Breakfast at Tiffany's (en), Vee-Jay Records, 1961. Jazz septet composé de :
  - Eddie Harris : saxophone ténor,
  - John Avant : trombone,
  - Joe Diorio : guitare,
  - Charles Stepney : vibraphone,
  - Willie Pickens : piano,
  - Donald Garret : guitare basse,
  - Earl Thomas : percussions.
- Danny Williams (en) : titre 26.
- Art Blakey & The Jazz Messengers : titre 27. Jazz sextet composé de : 
  - Art Blakey : percussions,
  - Freddie Hubbard : trompette,
  - Wayne Shorter : saxophone ténor,
  - Curtis Fuller : trombone,
  - Cedar Walton : piano,
  - Jymie Merrit : guitare basse.
- Jerry Butler, accompagné à la guitare par Earl Blackus : titre 28.
- Al Caiola (en) à la guitare : titre 29.

### Production
- Enregistrement : Power Road Studios (Londres).
- Éditions : Sony/ATV Music Publishing (Royaume-Uni).
- Illustrations livret : 
  - Recto : Audrey Hepburn et George Peppard (photo noir et blanc X), conception graphique d'Amanda LeCorney.
  - Verso : Henry Mancini (photo noir et blanc X).
  - Pages intérieures : Henry Mancini (photo noir et blanc X), Johnny Mercer (photo noir et blanc X), et Audrey Hepburn, George Peppard et autres membres de l'équipe du film (photos noir et blanc X prises en marge du tournage).
- 1 CD stéréo produit par él (en) et Cherry Red Records ACMEM227CD paru en 2012, présentation en ligne.

## Distinctions
- Moon River, reprise par Danny Williams (en) : « Numéro 1 des ventes en 45 tours de Noël 1961 ».

### Récompenses
- Oscars du cinéma 1962 : Oscar de la meilleure chanson originale à Johnny Mercer et Henry Mancini pour Moon River.
- Grammy Award 1962 : 
  - Grammy Award de l'enregistrement de l'année à Henry Mancini et son orchestre pour l'interprétation de la chanson Moon River.
  - Grammy Award du meilleur arrangement musical à Henry Mancini pour la chanson Moon River.
- Laurel Awards 1962 : Golden Laurel de la meilleure chanson à Johnny Mercer et Henry Mancini pour Moon River.